# جوائز فلم فير
جوائز فيلم فير (بالإنجليزية: Filmfare Awards) هو حفل سنوي تقيمه مجموعة تايمز لتكريم المتميزين في الأعمال الفنية والتقنية للمهنيين العاملين في صناعة السينما الهندية والأفلام الناطقة بلغة الهند. وهي واحدة من المناسبات السينمائية القديمة والعريقة وأبرزها أول حفل كان في عام 1954.
وتوازي جوائز فيلم فير  لسينما ببوليوود الهندية حفل توزيع جوائز الأوسكار للأفلام في السينما الأمريكية و جائزة السيزار في السينما الفرنسية.

## الجوائز
عتبارا من عام 2010 تم إضافة 37 جائزة وهناك فئة منفصلة يتم التصويت عليها من قبل النقاد.

### جوائز الاستحقاق
- جائزة فيلم فير لأفضل فيلم
- جائزة فيلم فير لأفضل مخرج
- جائزة فيلم فير لأفضل ممثل
- جائزة فيلم فير لأفضل ممثلة
- جائزة فيلم فير لأفضل ممثل صاعد
- جائزة فيلم فير لأفضل ممثلة صاعدة
- جائزة فيلم فير لأفضل مساعد ممثل
- جائزة فيلم فير لأفضل ممثلة في دور ثانوي
- أفضل أداء في دور سلبي
- أفضل أداء في دور كوميدي
- أفضل مدير موسيقى
- أفضل شاعر غنائي

### جوائز النقاد
- جائزة النقاد أفضل فيلم
- جائز النقاد أفضل ممثل
- جائزة النقاد أفضل ممثلة
- أفضل فيلم وثائقي

### الجوائز الفنية
- أفضل قصة
- أفضل سيناريو
- أفضل حوار
- أفضل عمل
- أفضل تصوير سينمائي
- أفضل مونتاج
- أفضل تصميم الرقصات
- أفضل تسجيل الصوتي
- أفضل التأثيرات الخاصة
- أفضل تصميم حلى

## الأكثر تتويجا
- يعتبر شاه روخان من أكثر الممثلين تحقيق لجوائز[1] في هذه الجائزة بعدد جوائز بلغ 18 جائزة.

## روابط خارجية
- مقالات تستعمل روابط فنية بلا صلة مع ويكي بيانات